# Verunglimpfung des Andenkens Verstorbener
Die Verunglimpfung des Andenkens Verstorbener ist eine Straftat, die in Deutschland in § 189 StGB normiert ist und mit einer Freiheitsstrafe bis zu zwei Jahren oder mit Geldstrafe geahndet wird. Gemäß § 194 Absatz 2 StGB handelt es sich bei dem Vergehen um ein Antragsdelikt; das Antragsrecht steht den in § 77 Abs. 2 StGB genannten Angehörigen zu.

## Rechtsgut
Da in einem rationalen Strafrechtssystem ein Verstorbener keine aktualisierbare Ehre haben kann, die durch eine Sanktion zu schützen wäre, ist es nicht einfach, das Rechtsgut der Vorschrift zu bestimmen. Dem Wortlaut entsprechend wird nicht die Ehre des Toten, sondern sein Andenken geschützt, was für eine Bewertung unter Lebenden spricht. Nach herrschender Meinung schützt die Norm das Pietätsgefühl der Angehörigen und die Menschenwürde des Verstorbenen, die als postmortales Persönlichkeitsrecht über seinen Tod hinaus fortwirkt.
Die „Familienehre“ wird überwiegend nicht zu den geschützten Rechtsgütern gezählt.
Eine Minderheitsauffassung hingegen leitet aus dem Zusammenhang mit der Störung der Totenruhe gem. § 168 StGB und dem Strafantragserfordernis ab, dass auch die Ehre der Hinterbliebenen in ihrer Verbindung mit dem Verstorbenen geschützt sei.

## Tathandlung
Der Tatbestand setzt den Tod des Verunglimpften voraus, bevor es zu einer Beleidigung kam. Der auch bedingt mögliche Vorsatz des Täters muss sich hierauf erstrecken.
Eine Verunglimpfung liegt nur bei einer groben und schwerwiegenden Herabsetzung vor. Der erforderliche Schweregrad ist dann gegeben, wenn es sich um eine „nach Form, Inhalt oder Motiv besonders schwere Kränkung“ handelt, die auch tätlich an dem Leichnam selbst begangen werden kann.
Die schwere Herabsetzung wird bei einer Verleumdung stets, bei einer üblen Nachrede hingegen dann angenommen, wenn sie „einiges Gewicht“ hat.
Ob eine  Beleidigung nach § 185 StGB den Tatbestand erfüllt, hängt von den Begleitumständen ab.
Auch unter einer Kollektivbezeichnung ist eine Verunglimpfung möglich und kann Menschen betreffen, die gerade durch die Umstände ihres Todes verbunden sind.
Dies wurde bei der Holocaustleugnung bejaht, etwa bei Veranstaltungen, in deren Verlauf der Leuchter-Report oder das Rudolf-Gutachten propagiert worden waren, so dass neben der Volksverhetzung auch der Tatbestand der Verunglimpfung des Andenkens Verstorbener tateinheitlich erfüllt war.